# AREA Z
『Area Z』（エリア・ゼット）は、JAM Projectの4枚目のオリジナルアルバム。2016年6月29日にLantisから発売された。

## 収録曲
1. Gate of Territory [1:48]
作曲：寺田志保、編曲：栗山善親・寺田志保
2. NAWABARI～背徳のシナリオ～ [5:24]
作詞：影山ヒロノブ・奥井雅美、作曲：影山ヒロノブ、編曲：R・O・N
3. AREA Z～Song for J-Riders～ [4:40]
作詞：影山ヒロノブ、作曲：影山ヒロノブ・R・O・N、編曲：R・O・N
4. 刃 ～the divine blade～ [4:08]
作詞：影山ヒロノブ、作曲：きただにひろし、編曲：小山寿（onetrap）
  - 東北新社配給映画『劇場版 牙狼〈GARO〉-DIVINE FLAME-』オープニングテーマ
5. ASESINA [4:41]
作詞：奥井雅美、作曲：きただにひろし、編曲：山本直哉・TAKEO
6. WE ARE ONE [6:01]
作詞・作曲：遠藤正明、編曲：鈴木マサキ
7. Survive [4:17]
作詞・作曲：きただにひろし、編曲：エンドウ.（GEEKS）
8. Treasure in the sky [5:05]
作詞：奥井雅美・ヒカルド・クルーズ、作曲：ヒカルド・クルーズ、編曲：寺田志保・栗山善親
9. Magical Mystery Spice～マジスパのテーマ～ [5:02]
作詞・作曲：影山ヒロノブ、編曲：A-bee
10. THE HERO!!～怒れる拳に火をつけろ～ [3:49]
作詞・作曲：影山ヒロノブ、編曲：宮崎誠
  - テレビ東京系アニメ『ワンパンマン』オープニングテーマ
11. ギアナ高地 [5:46]
作詞・作曲：福山芳樹、編曲：寺田志保
12. Fragile [4:42]
作詞・作曲：影山ヒロノブ、編曲：中土智博
13. J-RIOT [3:40]
作詞・作曲：遠藤正明、編曲：R・O・N
14. Growing up [4:28]
作詞：きただにひろし・奥井雅美、作曲：きただにひろし、編曲：宮崎誠
15. SHORT STORY-life is beautiful- [6:29]
作詞・作曲：奥井雅美、編曲：須藤賢一